# Lake megye (Montana)
Lake megye az Amerikai Egyesült Államokban, azon belül Montana államban található. Megyeszékhelye és legnagyobb városa Polson. Lakosainak száma 31 134 fő (2020. április 1.). Lake megye Flathead, Missoula és Sanders megyékkel határos.

## Népesség
A megye népességének változása:
| Lakosok száma | 28 787 | 29 030 | 29 025 | 29 017 | 29 457 | 31 134 |
|               | 2010   | 2011   | 2012   | 2013   | 2015   | 2020   |